# Victor Hollaender
Victor Hollaender (né le 20 avril 1866 à Leobschütz, mort le 24 octobre 1940 à Hollywood) est un compositeur et chef d'orchestre allemand.

## Biographie
Hollaender étudie la musique à la Neuen Akademie der Tonkunst (fondée par Theodor Kullak) à Berlin. Il fait partie de la classe de piano de Franz Kullak et de composition d'Otto Neitzel et d'Albert Becker. Il obtient de nombreux engagements : la Carl-Schultze-Theater (de) à Hambourg, Budapest, Marienbad et Berlin. En 1890, il est engagé au Neuen Deutschen Theater à Milwaukee puis à Chicago. Il revient à Berlin au Wallner-Theater. Suit une longue période à Londres d'abord au Royal Opera Comique et en 1896 au cirque Barnum & Bailey. Hollaender est directeur musical, son épouse Rosa Perl chanteuse dans la revue du cirque. En 1896 naît leur fils Friedrich Hollaender.
En 1899, la famille s'installe à Berlin. Hollaender enseigne au Conservatoire Stern. Il est le premier compositeur pour un cabaret allemand, l'Überbrettl créé en 1901 par Ernst von Wolzogen. De même, il collabore avec le Metropol-Theater : pendant une dizaine d'années, Hollaender écrit les Jahres-Revuen, chose rare à Berlin. Les compositions les plus célèbres sont interprétées par Fritzi Massary ou par Henry Bender (de). Il écrit des opérettes pendant la Première Guerre mondiale. Dans les années 1920, il se consacre surtout à la direction de théâtre. À cause de l'antisémitisme du régime, Victor Hollaender suit son fils en exil à Hollywood.

## Œuvres
Hollaender compose sa première opérette pendant ses études. Il compose aussi des chansons, des revues, des musiques de film et des comédies musicales.

### Opérettes
- König Rhampsinit (1891)
- Der Bey von Marokko (1894)
- Die zwölf Frauen des Japhet (1902)
- Schneider Fips (1908)
- Die Schöne vom Strande (1915)
- Die Prinzessin vom Nil (1915)
- Der Schwan von Siam (1920)

### Revues
- Neuestes, Allerneuestes (1904)
- Auf ins Metropol! (1905)

### Musiques de film
- Schaukellied (1908)
- Sumurun (1920)
- Zwei Welten (de) (1930)